# Mimela mercarae
Mimela mercarae är en skalbaggsart som beskrevs av Ohaus 1943. Mimela mercarae ingår i släktet Mimela och familjen Rutelidae. Inga underarter finns listade i Catalogue of Life.